# Ik vertrek
Ik vertrek is een televisieprogramma dat vanaf 2005 door de Nederlandse publieke omroep TROS werd uitgezonden. Sinds de fusie van de TROS met de AVRO in 2014 wordt het programma door AVROTROS uitgezonden. In dit televisieprogramma worden Nederlandse gezinnen gevolgd bij hun verhuizing naar het buitenland, waar zij bijvoorbeeld een hotel, camping of restaurant beginnen. Tevens wordt er soms teruggeblikt op emigraties van jaren geleden.
In België is het eveneens via de Nederlandse publieke omroep te bekijken alsook op Vitaya.

## 10 jaar Ik vertrek
In 2015 bestond Ik vertrek tien jaar en werd er vanaf augustus een speciale reeks uitgezonden onder de titel 10 jaar Ik vertrek. Hierin blikken bekende Nederlanders terug op een uitzending van hun keuze en wordt er gekeken hoe het nu met de desbetreffende gezinnen gaat.
| Datum uitzending  | Gast                |
| ----------------- | ------------------- |
| 1 augustus 2015   | Paul de Leeuw       |
| 8 augustus 2015   | Marga van Praag     |
| 15 augustus 2015  | Chantal Janzen      |
| 22 augustus 2015  | Richard Groenendijk |
| 29 augustus 2015  | Tineke Schouten     |
| 5 september 2015  | Bert Visscher       |
| 12 september 2015 | Veldhuis & Kemper   |
| 19 september 2015 | Joop Braakhekke     |
| 3 oktober 2015    | Coen en Sander      |
| 17 oktober 2015   | Jeroen van der Boom |

## Varia
- Op RTL 4 was een soortgelijk programma te zien onder de naam Het roer om. Sinds 2021 wordt dit programma bij SBS6 uitgezonden.
- SBS6 zond in 2019 een soortgelijk programma uit, onder de naam Wij emigreren.
- Bij NPO Zapp wordt sinds 2020 ook een soortgelijk programma uitgezonden door de EO, Enkeltje Verweggistan. Hierin staan gezinnen met kinderen centraal die emigreren.
- Martien Meiland, die met zijn gezin deelnam aan Ik vertrek in 2007[1], kreeg in 2019 zijn eigen realityserie bij SBS6 onder de naam Chateau Meiland. Hiermee won hij in 2019 de Gouden Televizier-Ring.[2]
- In 2022 kregen ook oud-deelnemers Emmy en Rutger een eigen realityserie, Kasteelvrouwe Emmy, die bij Omroep MAX wordt uitgezonden. Deze serie toont enige gelijkenissen met Chateau Meiland.